# 尤波拉 (密西西比州)
尤波拉（英語：Eupora）是位於美國密西西比州韋伯斯特縣的城市。

## 人口
根據2020年美國人口普查的數據，尤波拉的面積為9.54平方千米，當中陸地面積為8.69平方千米，而水域面積為0.85平方千米。當地共有人口2018人，而人口密度為每平方千米212人。